# هاوارد جانسون (بازیکن فوتبال)
هاوارد جانسون (انگلیسی: Howard Johnson; ۱۷ ژوئیهٔ ۱۹۲۵ – ۱۵ ژوئن ۲۰۱۵) بازیکن فوتبال اهل بریتانیا بود.
از باشگاه‌هایی که در آن بازی کرده‌است می‌توان به باشگاه فوتبال شفیلد یونایتد و باشگاه فوتبال یورک سیتی اشاره کرد.